# さんかく窓の外側は夜
『さんかく窓の外側は夜』（さんかくまどのそとがわはよる）は、ヤマシタトモコによる漫画作品。『MAGAZINE BE×BOY』（リブレ）にて、2013年4月号から2021年1月号まで連載された。2021年3月時点で累計発行部数は170万部を突破している。
霊が見える書店員と除霊師が心霊探偵コンビを組んで、除霊や連続殺人事件の謎を追うミステリー・ホラー漫画。
除霊の演出として、除霊師が魂に触れる能力を持ち、主人公と接触を持つことで霊視能力を共有して除霊するが、魂が触れ合うと失神するほどの快感を得るなどボーイズラブ要素を取り入れていることが特徴。

## あらすじ
書店で働く三角康介は、一見普通の青年だが、霊が見える特異体質に幼いころから悩まされていた。ある日、書店にやってきた除霊師・冷川理人にその素質を見出され、勧誘されて彼の助手となる。様々な依頼を受けて除霊業務を行う中、2人は刑事の半澤より、1年前に起きた連続殺人事件の話を持ち掛けられ、その謎を追うことになる。

## 登場人物
声は特記が無い限りテレビアニメ版の声優。
冷川理人（ひやかわ りひと）
声 - 羽多野渉、小林ゆう（少年） / 坂泰斗（ドラマCD）
本作品の主人公。物件鑑定・特種清掃『COOLEAN』を営む。三角の雇い主。自身の経験やネットの情報を駆使して除霊する。警察の未解決事件などにも力を貸す有能な除霊師。かつて、母親に力を見いだされ、「てのひら研究会」と呼ばれる特殊な集会の象徴的な立場におり、冷川自身、忘れたことがないというほどに根強く記憶している。
三角康介（みかど こうすけ）
声 - 島﨑信長、高橋李依（少年） / 石谷春貴（ドラマCD）
本作品の語り部。『ほり書店』店員。幼少時から霊が見えることに悩まされている。勤務中に冷川に見出されて、彼の助手となった。幼いころから母と2人暮らし。その場の雰囲気や相手の勢いに流されやすい。
非浦英莉可（ひうら えりか）
声 - 安済知佳
女子高生。父親の命令で、裏では「呪い屋」をしている。
半澤日路輝（はんざわ ひろき）
声 - 三上哲
警視庁捜査第一課殺人犯捜査第9係の刑事である中年男性。冷川に事件の捜査を依頼しているが、霊の話を一切信じていない現実主義者。
迎系多（むかえ けいた）
声 - 斉藤壮馬
イケメン占い師。女性に人気。心霊系のアドバイスも行う。三角を心配している。
逆木（さかき）
声 - 諏訪部順一
英莉可の付き人。元はチンピラなので見た目の印象がハード。
先生
声 - 平田広明
正体不明の新宗教のトップ。顔も名前も不明。
山井（やまい）
三角が勤務する『ほり書店』の店長。
三角の母
声 - 本田貴子
三角の実母のシングルマザー。息子の特異体質を全く知らない。

## 書誌情報
- ヤマシタトモコ 『さんかく窓の外側は夜』 リブレ〈クロフネCOMICS〉、全10巻
  1. 2014年2月10日発売[11]、ISBN 978-4-7997-1436-2
  2. 2015年2月10日発売[12]、ISBN 978-4-7997-2487-3
  3. 2016年3月10日発売[13]、ISBN 978-4-7997-2894-9
  4. 2016年12月10日発売[14]、ISBN 978-4-7997-3163-5
  5. 2017年8月10日発売[15]、ISBN 978-4-7997-3436-0
  6. 2018年7月10日発売[16]、ISBN 978-4-7997-3924-2
  7. 2019年4月10日発売[17]、ISBN 978-4-7997-4285-3
  8. 2020年2月10日発売[18]、ISBN 978-4-7997-4285-3
  9. 2020年9月10日発売[19]、ISBN 978-4-7997-4921-0
  10. 2021年3月10日発売[20]、ISBN 978-4-7997-5166-4
- ヤマシタトモコ 『さんかく窓の外側は夜 その後』 リブレ〈クロフネCOMICS〉、2021年12月20日発売[21][22]、ISBN 978-4-7997-5533-4

## 実写映画
ワタナベエンターテインメントと松竹による共同製作プロジェクトの第1弾作品として実写映画化。監督は森ガキ侑大、主演は岡田将生と志尊淳。PG12指定。
当初は2020年10月30日に公開予定だったが、新型コロナウイルスの感染拡大の影響により延期となり、2021年1月22日に公開された。

### キャスト
冷川理人
演 - 岡田将生
警察の未解決事件などにも力を貸す有能な除霊師。誕生日プレゼントとしてもらった万華鏡に強い思い入れがある。
三角康介
演 - 志尊淳
書店店員。勤務中、霊が見える能力を冷川に見出されて、彼の助手となった。幼いころから母と2人暮らし。
幼いころは、霊が見える能力が原因でいじめられていた。
非浦英莉可
演 - 平手友梨奈
高校生。父親の指示で「呪い師」をしている。数年前、母親を目の前で殺されたことから呪いが使えるようになった。
非浦松男
演 -マキタスポーツ
英莉可の父親。「先生」に傾倒している。
逆木一臣
演 - 新納慎也
英莉可の付き人。自身に呪いがはね返って弱った英莉可を助けるように冷川を脅す。
理人の母
演 - 内田慈
三角則子
演 - 和久井映見
三角康介の母。息子から霊が見える能力のことを打ち明けられた際はすんなりと受け入れた。
石黒哲哉
演 - 筒井道隆
半澤日路輝
演 - 滝藤賢一
三角に事件の捜査を依頼している刑事。霊の話を全く信じていないが、それが逆に強みとなっている。
半澤冴子
演 - 桜井ユキ
半澤日路輝の妻。日路輝に呪いが通用しないことで激昂した英莉可に呪われ、衰弱してしまう。
石井慶子
演 - 北川景子
街中を歩行中に英莉可に呪われて死亡する弁護士。
緊急病院医師
演 ‐ 加賀成一
冴子が運ばれてきた病院の医師。

### スタッフ
- 原作：ヤマシタトモコ『さんかく窓の外側は夜』（リブレ刊）
- 監督：森ガキ侑大[32]
- 脚本：相沢友子[32]
- 音楽：山口由馬
- オープニング主題歌：ずっと真夜中でいいのに。「過眠」（EMI Records / UNIVERSAL MUSIC）
- 主題歌：ずっと真夜中でいいのに。「暗く黒く」（EMI Records / UNIVERSAL MUSIC）[33]
- 製作：渡辺ミキ、大角正
- エグゼクティブプロデューサー：大和田宇一、吉田繁暁
- プロデューサー：藤田大輔、福島大輔、田渕みのり
- 撮影：近藤哲也
- 照明：溝口知
- 美術：松永桂子
- 録音：猪股正幸
- VFX：城戸久倫
- 編集：キルゾ伊東
- スタイリスト：Babymix
- 装飾：石上淳一
- ヘアメイク：澤田梨沙
- 記録：押田智子
- 音楽プロデューサー：戸波和義
- 宣伝プロデューサー：湯浅正美
- 助監督：根木裕介
- 製作担当：前場恭平
- プロダクションマネージャー：小松次郎
- ラインプロデューサー：大熊敏之
- 配給：松竹
- 製作：「さんかく窓の外側は夜」製作委員会（ワタナベエンターテインメント、松竹、ハピネット、Seed & Flower、Y&N Brothers、リブレ、トーハン、松竹ブロードキャスティング）

### 評価
キネマ旬報社が運営するKINENOTEの「キネ旬Review」では、映画評論家の北川れい子は「除霊師とコンビを組むことになっての作業手順にクセがあるのが面白い」とシリーズ化してもいいと評し、ライターの佐野亨は「凡庸なミステリドラマで終わってしまった」と原作より劣ると低評価を下し、映画評論家の福間健二は「森ガキ監督と脚本の相沢友子、もたつきながらも、わかっている作り方」と評した。

### 主題歌
「暗く黒く」
作詞・作曲 - 	ACAね / 編曲 - 100回嘔吐、ZTMY / 歌 - ずっと真夜中でいいのに。

## テレビアニメ
2021年10月から12月までTOKYO MXほかにて放送された。

### スタッフ（テレビアニメ）
- 原作 - ヤマシタトモコ[35]
- 監督・キャラクターデザイン - 安田好孝[35]
- チーフディレクター - 岩永大慈[35]
- シリーズ構成 - 関根アユミ[35]
- 美術監督 - 松宮正純[35]
- 美術設定 - 平義樹弥[35]
- 色彩設計 - 橋上彰[35]
- 3DCGディレクター - 菅友彦[35]
- 撮影監督 - 斉藤朋美[35]
- 編集 - 宇都宮正記[35]
- 音響監督 - 納谷僚介[35]
- 音楽 - Evan Call[35]
- プロデューサー - 川崎夏子、野辺伸泰、川島由紀子、杉浦綾香、臼井久人、先川幸矢、鈴木寛子、中川岳
- アニメーションプロデューサー - 大林卓司
- アニメーション制作 - ゼロジー[35]
- 製作 - さんかく窓プロジェクト[35]

### 主題歌
「サイカ」
フレデリックによるオープニングテーマ。作詞・作曲は三原康司、編曲はフレデリック。
「Breakers」
羽多野渉によるエンディングテーマ。作詞は岩城由美、作曲はEvan Call。

### 各話リスト
| 話数   | サブタイトル | 脚本         | 絵コンテ | 演出           | 作画監督                                                       | 総作画監督                          | 初放送日       |
| ------ | ------------ | ------------ | -------- | -------------- | -------------------------------------------------------------- | ----------------------------------- | -------------- |
| 第1話  | 出逢         | 関根アユミ   | 岩永大慈 | 岩永大慈       | 植田羊一 五十内祐輔 北村友幸 大野勉 桜井正明 横田和彦 牛島勇二 | 安田好孝                            | 2021年 10月3日 |
| 第2話  | 束縛         | 高山カツヒコ | 沖田宮奈 | 宇都宮正記     | 山本真嗣                                                       | 安田好孝 佐光幸恵 中原清隆          | 10月10日       |
| 第3話  | 呪詛         | 金春智子     | 安田好孝 | 喜多幡徹       | 石井ゆみこ 小澤円 大野勉 横田和彦                              | 安田好孝 佐光幸恵 中原清隆          | 10月17日       |
| 第4話  | 陥穽         | 高山カツヒコ | 阿部達也 | 高山智也       | 五十内祐輔                                                     | 安田好孝 佐光幸恵 中原清隆          | 10月24日       |
| 第5話  | 過去         | 金春智子     | 沖田宮奈 | 岩永大慈       | 氷室陽 牛島勇二                                                | 安田好孝                            | 10月31日       |
| 第6話  | 信疑         | 関根アユミ   | 植田羊一 | 鈴木薫         | 植田羊一 桜井正明 小澤円 石井ゆみこ                            | 安田好孝 植田羊一 桜井正明          | 11月7日        |
| 第7話  | 贖罪         | 高山カツヒコ | 小寺勝之 | 松井郁洋       | 山本真嗣 河西睦月                                              | 安田好孝 中原清隆                   | 11月14日       |
| 第8話  | 孤独         | 金春智子     | 小寺勝之 | たかたまさひろ | 牛島勇二 大野勉 北村友幸 南伸一郎 横田和彦                     | 安田好孝 佐光幸恵 桜井正明          | 11月21日       |
| 第9話  | 交錯         | 高山カツヒコ | 佐山聖子 | 中野彰子       | 中野彰子                                                       | 安田好孝 中原清隆 桜井正明          | 11月28日       |
| 第10話 | 覚悟         | 金春智子     | 阿部達也 | 阿部達也       | 阿部達也 横田和彦 石井ゆみこ 小澤円                            | 安田好孝 佐光幸恵 桜井正明 中原清隆 | 12月5日        |
| 第11話 | 対峙         | 関根アユミ   | 沖田宮奈 | 岩永大慈       | 氷室陽                                                         | 安田好孝 桜井正明                   | 12月12日       |
| 第12話 | 運命         | 関根アユミ   | 植田羊一 | 鈴木薫         | 大野勉 小澤円 北村友幸 前田学史 横田和彦                       | 安田好孝 佐光幸恵 桜井正明          | 12月19日       |

### 放送局
| 放送期間                 | 放送時間                     | 放送局                 | 対象地域 | 備考                            |
| ------------------------ | ---------------------------- | ---------------------- | -------- | ------------------------------- |
| 2021年10月3日 - 12月19日 | 日曜 22:00 - 22:30           | TOKYO MX               | 東京都   |                                 |
|                          | 日曜 23:30 - 月曜 0:00       | サンテレビ             | 兵庫県   |                                 |
| 2021年10月6日 - 12月22日 | 水曜 0:00 - 0:30（火曜深夜） | BSフジ                 | 日本全域 | BS/BS4K放送 /『アニメギルド』枠 |
| 2021年11月20日 -         | 土曜 2:00 - 3:00（金曜深夜） | ホームドラマチャンネル | 日本全域 | CS放送 / 2話連続放送            |

| 配信開始日    | 配信時間                   | 配信サイト |
| ------------- | -------------------------- | --- |
| 2021年10月3日 | 日曜 22:00 更新            | FOD |
| 2021年10月8日 | 金曜 22:00 更新            | Amazon Prime Video バンダイチャンネル ビデオマーケット music.jp DMM.com TSUTAYA TV HAPPY!動画 ムービーフル GYAO! ニコニコチャンネル ひかりTV dTV |
| 2021年10月9日 | 土曜 0:00（金曜深夜） 更新 | TELASA J:COMオンデマンド みるプラス |

### BD
| 巻 | 発売日         | 収録話          | 規格品番   |
| -- | -------------- | --------------- | ---------- |
| 1  | 2021年12月24日 | 第1話 - 第3話   | EYXA-13566 |
| 2  | 2022年1月28日  | 第4話 - 第6話   | EYXA-13567 |
| 3  | 2022年2月25日  | 第7話 - 第9話   | EYXA-13568 |
| 4  | 2022年3月25日  | 第10話 - 第12話 | EYXA-13569 |

## 体感型ゲーム
体感型ホラー謎解きゲーム「さんかく窓の外側は夜」 〜呪われた夢からの脱出〜が、アニメイト各店舗にて2017年8月10日より開催された。開催時期は各店舗ごとに異なり、店舗によっては期間延長もされていたが、9月18日が最終日であった。解答のチェックをWEBを使用するため、接続できるスマートフォンかタブレット端末とQRコードリーダーのインストールが必須だった。謎シートを購入し、店内やイベントスペースを巡って貼り出されたパネルと照らし合わせ、会場限定の音声ミニドラマ（CASTは三角:石谷春貴、冷川:坂泰斗、茉衣子:高柳知葉、里佳子:長谷川育美）を聞き謎を解き歩く。